# Serviço Aéreo Especial
Serviço Aéreo Especial (em inglês: Special Air Service; sigla: SAS) é uma força especial do Exercito da Grã-Bretanha, conhecida pela sua alta capacidade em condições extremas. É considerada a primeira "SOF - Special Operation Force" e criadora das operações tipo "Destrua e Fuja". Dentre diversas forças especiais, a SAS é uma das mais respeitadas do mundo, pelo fato de ser uma unanimidade, assim mantendo uma influência tão grande no Ocidente como a Spetsnaz GRU da Rússia no Oriente.  
Muitos grupos de operações especiais do mundo foram inspirados no SAS Britânico, como exemplo; a Força Delta americana, Sayeret Matkal de Israel, GSG 9, Special Air Service Regiment, KSK, GIGN, GOE, o GROM da Polônia, SFF-SG da Índia.

## Estrutura
O SAS tem um regimento regular, o Regimento 22, e os Regimentos 21 e 23 da força de reserva territorial. Os regimentos de reserva só não recebem treinamento antiterror e o treinamento é mais arrastado. Geralmente atuam como "inimigos" nos treinamentos de tropas convencionais.

## História

Emblema do esquadrão: "Quem ousa vence"

Foi criada em 1941 durante a Segunda Guerra Mundial na África do Norte, por um tenente escocês chamado David Stirling. A unidade recebeu o nome de SAS - Serviço Aéreo Especial, para os alemães acharem que havia comandos pára-quedistas servindo ao Exército britânico no Cairo.
O seu conceito inicial projectava uma força ofensiva móvel de tamanho reduzido, que combateria atrás das linhas inimigas, com um objetivo estratégico, e outros secundários, atacando qualquer alvo de oportunidade, com autonomia própria até a extração que poderia ser por qualquer meio.

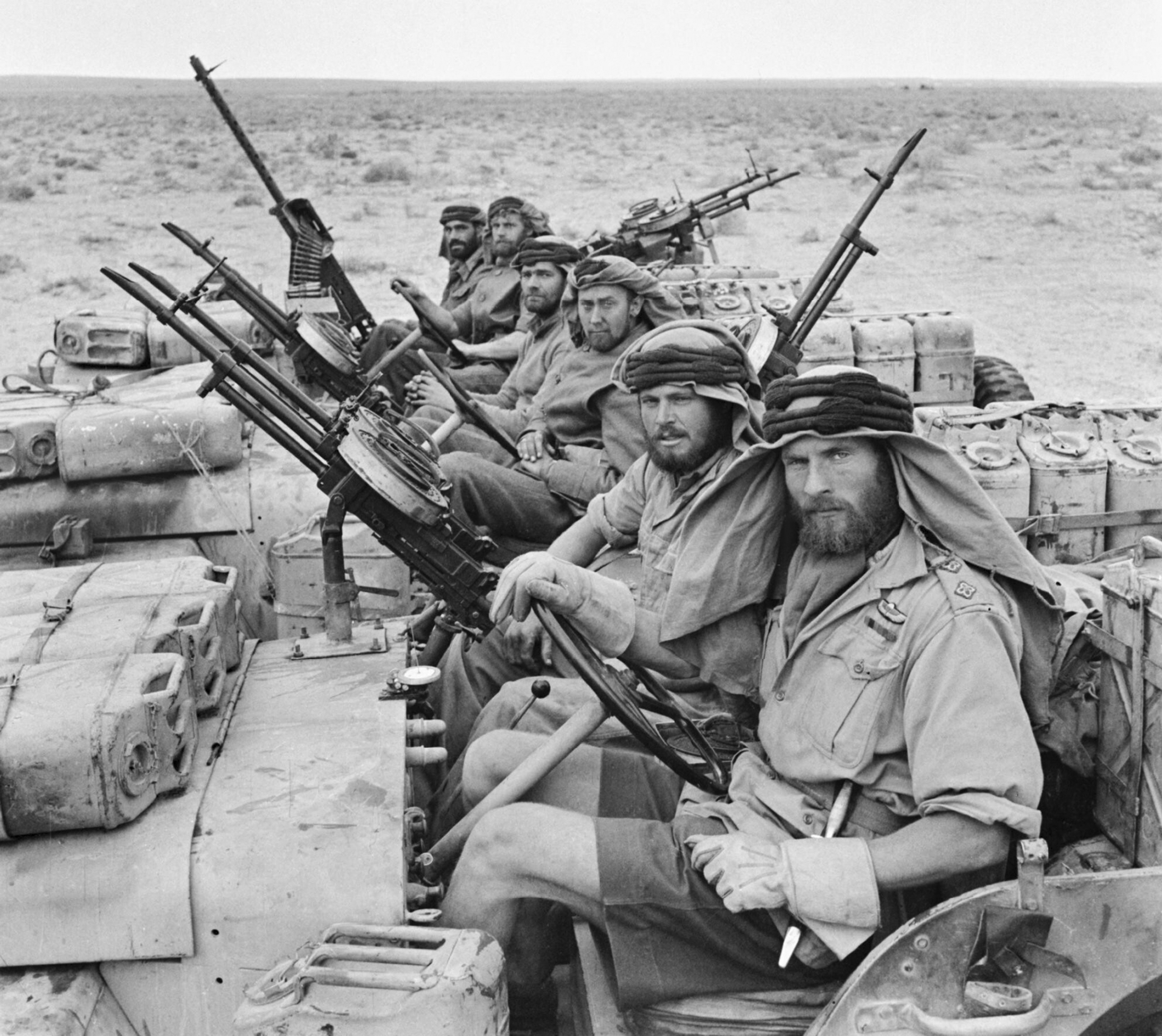
Membros do Special Air Service na Campanha Norte-Africana durante a Segunda Guerra Mundial.

Na campanha africana teve grande rendimento, e lutou também na Itália e na Europa. O SAS destruiu mais de 400 aviões da Luftwaffe; acreditam que teve um melhor rendimento que a RAF (Força Aérea Real Britânica) destruía em terra e no ar. Após a Segunda Guerra Mundial foi desativada e foi reativada na década de 1950, com o nome de 22o Special Air Service. Ficou decidido que os Royal Marines e o Special Boats Service iriam fazer incursões de curto alcance e o SAS incursões de longo alcance e longa duração dentro de uma estratégia contra a União Soviética. Desde então tem lutado pela Grã-Bretanha nos mais diferentes lugares como na Malásia, Omã, Bornéo, Vietname - vestindo uniformes norte-americanos -, Aden, Irlanda do Norte, Malvinas, Libéria, Golfo Pérsico, Bósnia, Kosovo, Serra Leoa e Afeganistão, onde reafirmaram a sua reputação de Invencíveis.
A SAS em toda a sua história revela várias facetas e grande capacidade em variadas situações desde assaltos na selva, combates no deserto e ações antiterrorismo (Táticas do Combate em Ambientes Confinados).
O seu lema parece até provocativo "Who dares Wins" que significa "Quem ousa Vence".
A muitas das Forças de Operações Especiais do mundo foram influenciadas pelo SAS Britânico, a exemplo temos: Força Delta, SEALs da Marinha dos EUA, Sayeret Matkal, SASR, 1º Batalhão de Forças Especiais, GRUMEC, GOE da Policia Portuguesa e muitas outras unidades de Operações Especiais/Anti-terroristas. Atualmente é uma das melhores forças especiais envolvidas na guerra ao Terror.

## Inovações táticas
Uma das maiores características dessa unidade é sua adaptabilidade por ter sido uma das pioneiras entre as forças especiais. A "doutrina" SAS é atualmente usada por quase todos os comandos e forças especiais do mundo. Entre as inovações que criaram destaca-se
- Táticas de Close Quarters Combat (Combate em Ambientes Confinados) criadas inicialmente para ações antiterrorismo. Essas táticas ficaram famosas com a unidade SWAT da policia norte-americana;
- Conceito de guerra não convencional aplicado à condução de Operações Especiais;
- O conceito de Operações de Patrulha e Reconhecimento de Longo Alcance - até mesmo das chamadas operações móveis, em que um destacamento de forças especiais ataca e se movimenta dentro do território inimigo levando o combate durante quilômetros e várias semanas.

## Técnicas
O Special Air Service desenvolveu e aperfeiçoou muitas técnicas que hoje, são bem tradicionais pelas forças-tarefa urbanas.
- A Utilização do Taekwondo para contato super próximo ou inesperado, defesa pessoal;
- A utilização do Krav Magá para contato super próximo ou inesperado, defesa pessoal;
- A double tap, disparos de dois em dois, para potencializar o poder de parada;
- Entrada pela parede, muitas vezes é bem previsível que a força de resposta ingresse por uma porta ou uma janela, o que poderia trazer muitos fracassos na missão, uma vez que o fator surpresa não existe, então o SAS desenvolveu uma técnica onde se posicionam explosivos especialmente programados e direcionados para explodir pra dentro da parede, que quando detonados, abre-se um buraco suficientemente grande para se ingressar com um time e neutralizar a ameaça, ainda contando com o fator surpresa;
- Rapel urbano, é muito importante ter a versatilidade de ingressar por janelas, uma vez que se esta agindo em um prédio, tanto para invasão quanto para obter informações a respeito de um como ou situação de vitimas etc, além de ser uma medida a mais de resgate;
- Ocultar sons, enquanto a equipe se prepara e se posiciona para uma invasão múltipla e coordenada, é ordenado a aviões ou helicópteros que voem baixo na área de ação, causando barulho suficiente para cobrir determinados mínimos sons que poderiam entregar uma estratégia ou já deixar um suspeito alerta da presença da equipe;
- Parte do treinamento consiste na especialização do soldado com seu equipamento e seu armamento, de forma que estes, se tornem uma segunda "pele", esta especialização é feita no escuro, onde com apenas o auxilio da lanterna de sua arma, o soldado deve identificar o alvo (vítima ou suspeito) e neutraliza-lo (caso seja suspeito) em um tempo satisfatório (tempo equivalente ao estar com o dedo puxando o gatilho, antes do alvo);
- O treinamento de tiro também pode ser feito diante de uma tela do tipo data show que se utiliza na computação gráfica, onde é possível simular ambientes e alternar bastante o aspecto dos alvos.